# Ivar Knudsen

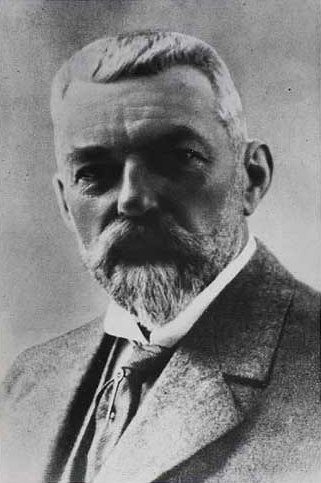
Ivar Knudsen

Ivar Peter Bagger Knudsen (* 1. April 1861 in Følle; †  23. März 1920 in Bombay, Indien) war ein dänischer Ingenieur, Erfinder und Direktor der Burmeister & Wain Werft. Er war der Bruder der dänischen Politikerin Olga Knudsen.

## Leben
Ivar Knudsen war der Sohn des Kaufmannes Jens Elsbert Knudsen (1826–1901) und Julie Vilhelmine Ronberg (1828–1888). Die Eltern betrieben große Lebensmittelgeschäfte in Følle und Rønde.
Nach der Grundschule absolvierte Ivar eine Lehre als Mechaniker in Aarhus und studierte danach Maschinenbau an der Polytekniske Læreanstalt (Dänemarks Technische Universität), das er mit einem Ingenieurdiplom abschloss. Von 1888 bis 1891 war Ingenieur bei den Stadtwerken in Kopenhagen. 1891–1895 arbeitete er als Maschinenbauingenieur bei den Elektrizitätswerken in Kopenhagen.
Im Jahre 1895 übernahm das Amt als Chefingenieur der Maschinenfabrik und Werft Burmeister & Wain, 1897 steig er zum Maschinendirektor auf. Knudsen stellte den Kontakt zu Rudolf Diesel her, dessen Dieselmotor B&W für Dänemark herstellte. Weiterhin entwickelte er Zentrifugen, unter anderem für Milchprodukte, zu denen er in den Jahren 1902 und 1906 Patente anmeldete.
Ab 1908 war gemeinsamer Leitender Direktor von Maschinenfabrik in Christianshavn und Werft in Refshaleøen. In den folgenden Jahren wuchs das Unternehmen weiter. Kurz vor seinem Tode eröffnete Ivar Knudsen die neue, größere Fabrik in Teglholmen, wo neben Schiffsdieseln auch Motoren für Diesellokomotiven und Kraftwerke hergestellt wurden. Diese Aufgabe führte ihn auf verschiedene Auslandsreisen.
Seine letzte Reise führte in nach Indien, wo er während einer wichtigen Geschäftssitzung in Bombay verstarb. Als Todesursache wurde eine Lebensmittelvergiftung genannt. Der Leichnam wurde nach Europa überführt und 1920 auf dem Friedhof in Hellerup beigesetzt.

## Auszeichnungen
Er war im Vorstand der dänischen Ingenieurgesellschaft und wurde für seine Leistungen mit dem Dannebrogorden, Ritter des Dannebrogordens (Fortjenstmedaljen i guld) ausgezeichnet.